# Mosquer fibi
El mosquer fibi (Sayornis phoebe) és una espècie d'ocell de la família dels tirànids (Tyrannidae) que habita boscos poc espessos i matolls, normalment a prop de l'aigua, des del nord-est de la Colúmbia Britànica cap a l'est, a través del sud-est del Canadà fins Nova Brunswick i Nova Escòcia, i cap al sud a tot l'ample dels Estats Units a l'est de les muntanyes Rocoses.